# Rousettus celebensis
Rousettus celebensis es una especie de murciélago de la familia Pteropodidae.

## Distribución geográfica
Es endémico de las Célebes (Indonesia).